# Asio abyssinicus
Asio abyssinicus е вид птица от семейство Совови (Strigidae).

## Разпространение
Видът е разпространен в Етиопия, Демократична република Конго, Кения, Руанда и Уганда.